# Питър В. Брет
Питър В. Брет (на английски: Peter V. Brett) е американски писател на бестселъри в жанра хорър фентъзи.

## Биография и творчество
Питър В. Брет е роден на 8 февруари 1973 г. в Ню Рошел, щат Ню Йорк, САЩ. Отраства с четенето на много фентъзи произведения и комикси. През 1995 г. завършва с бакалавърска степен английска литература и история на изкуството в университета „Бъфало“. След дипломирането си работи като писател на статии и реклами за фармацевтичната индустрия. Заедно с работата си пише в свободното си време.
Първият му фентъзи роман „Защитения“ от поредицата „Демонски цикъл“ е публикуван през 2008 г. Главният герой, единадесетгодишният Арлен, живее в малък чифлик, който с настъпването на нощта е атакуван от зловеща мъгла, от която излизат гладните ядрони – безсмъртни демони, хранещи се с човешка плът. Той ще тръгне по своя път, заедно с Лиша и Роджър, за да търси начини за борба с демонската чума и убийствения страх. Романът става бестселър и е преведен на над 20 езика по света. Питър Брет напуска работата си и се посвещава на писателската си кариера.
Питър Брет живее със семейството си в Бруклин.

## Произведения

### Серия „Демонски цикъл“ (Demon Cycle)
1. The Painted Man (2008) – издаден и като „The Warded Man“[1][2]
Защитения, изд.: ИК „Колибри“, София (2012), прев. Лилия Трендафилова
2. The Desert Spear (2010)
Пустинното копие, изд.: ИК „Колибри“, София (2013), прев. Лилия Трендафилова
3. The Daylight War (2013)
Дневната война, изд.: ИК „Колибри“, София (2014), прев. Емануил Томов
4. The Skull Throne (2015)
Черепният трон, изд.: ИК „Колибри“, София (2016), прев. Васил Велчев
5. The Core (2017)
Ядрото – фен превод[3]

#### Новели в серията
- The Great Bazaar (2010)
Големият пазар – фен превод
- Brayan's Gold (2011)
Златото на Браян – Фен превод
- Messenger's Legacy (2014)
Наследството на Вестоносеца – фен превод